# 자기부죄거부
자기부죄거부(自己負罪拒否)는 범죄를 저질렀다고 기소되거나 의심받는 사람이 형사상 자기에게 불리한 진술을 강요당하지 아니하는 권리를 말한다. 자기부죄거부 의 특권은 17C말 영국의 사법절차에 기원을 두고, 미국헌법상 보장되고 있다.

## 미국법
미국 수정 헌법 제5조는 '누구든지 형사 사건에 있어서 자기에게 불리한 증언을 하도록 강요받지 아니한다'라고 선언하고 있다. 이 권리는 대배심에서나 입법 혹은 행정 청문회 등에는 적용되지 않는다. 사람만이 이 특권을 주장할 수 있으며 주식회사나 합명회사 등은 이 특권을 가지고 있지 않다. 이 권리는 구금된 상태에서 신문에만 행사할 수 있다. 행정적 목적으로 정부가 정보제출, 예를 들어 세금과 관련된 기록을 요구하는 경우, 제5조의 보호를 받지 않기 때문에 제출을 거부하는 경우 기소될 수 있다.

## 한국법
대한민국 헌법 제12조

### 판례
- 피의자의 진술을 녹취 내지 기재한 서류 또는 문서가 수사기관에서의 조사 과정에서 작성된 것이라면, 그것이 ‘진술조서, 진술서, 자술서’라는 형식을 취하였다고 하더라도 피의자신문조서와 달리 볼 수 없다. 형사소송법이 보장하는 피의자의 진술거부권은 헌법이 보장하는 형사상 자기에게 불리한 진술을 강요당하지 않는 자기부죄거부의 권리에 터 잡은 것이므로, 수사기관이 피의자를 신문함에 있어서 피의자에게 미리 진술거부권을 고지하지 않은 때에는 그 피의자의 진술은 위법하게 수집된 증거로서 진술의 임의성이 인정되는 경우라도 증거능력이 부인되어야 한다.[1]

## 같이 보기
- 미란다 원칙